# Sân bay quốc tế Golosón
Sân bay quốc tế Golosón (IATA: LCE, ICAO: MHLC), cũng gọi là Sân bay La Ceiba, là một sân bay ở phía tây của thành phố La Ceiba bên bờ biển bắc của Honduras. Sân bay này có một đường cất hạ cánh dài 3010 m bề mặt nhựa đường.

## Các hãng hàng không và các tuyến điểm
- Skyservice (Toronto-Pearson) [theo mùa]
- TACA (San Pedro Sula)
- Islena Airlines (Guanaja, Palacios, Roatán, San Pedro Sula, Tegucigalpa, Utila, Grand Cayman, Cancun, Miami [Both Charters])
- Aerolineas Sosa (Ahuas, Brus Laguna, Cauquira, Guanaja, La Ceiba, Palacios, Puerto Lempira, Roatán, San Pedro Sula, Tegucigalpa, Útila)
- Atlantic Airlines de Honduras (Roatan, Utila, Guanaja, San Pedro Sula, Puerto Lempira, Tegucigalpa, Belize City, Grand Cayman, Managua)

## Các hãng vận tải hàng hóa
- DHL (Miami) [theo mùa]